# Kiva
För organisationen som förmedlar mikrolån, se Kiva Microfunds.

Restaurerad kiva

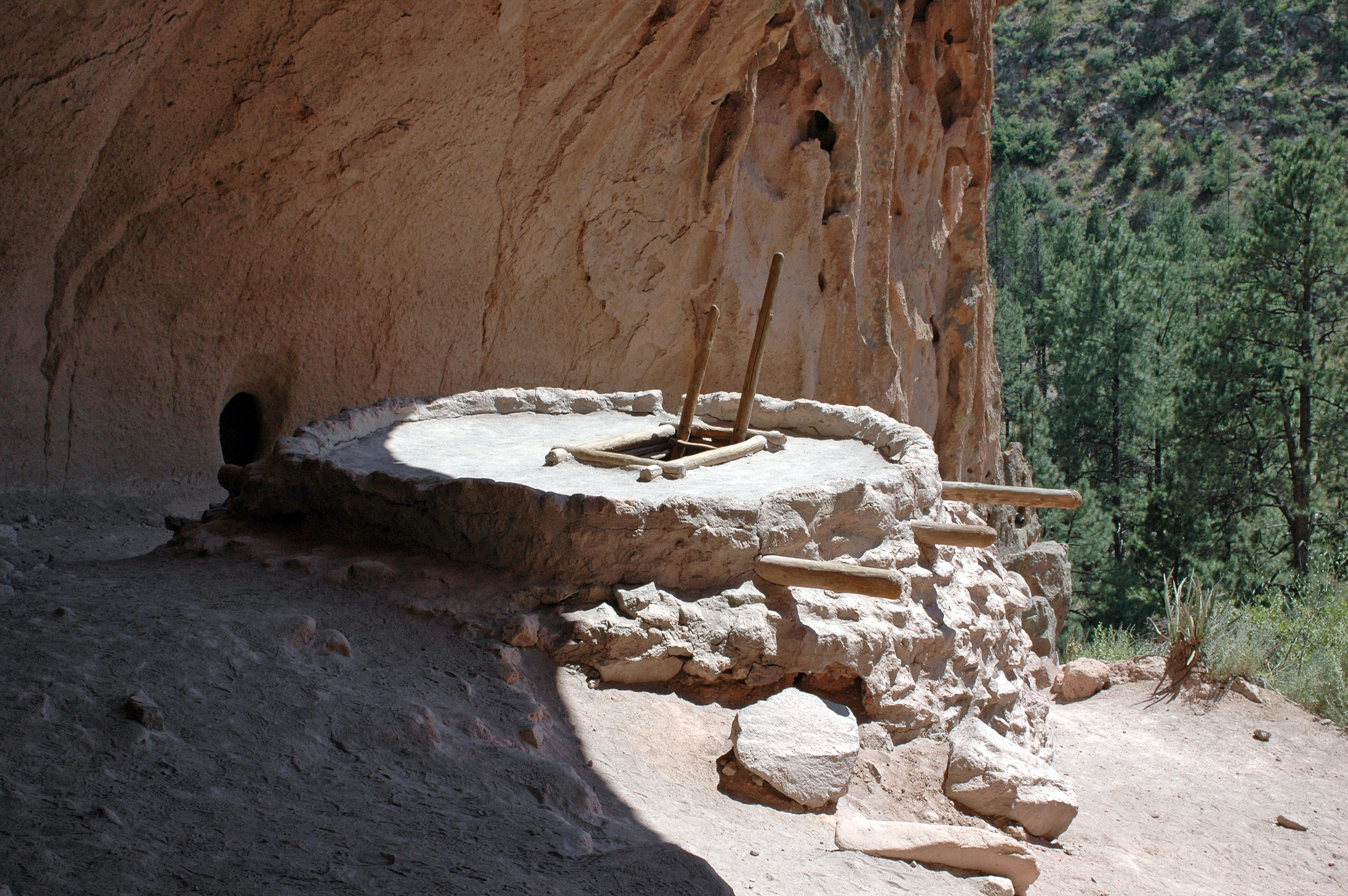
Kiva i Bandelier nationalmonument

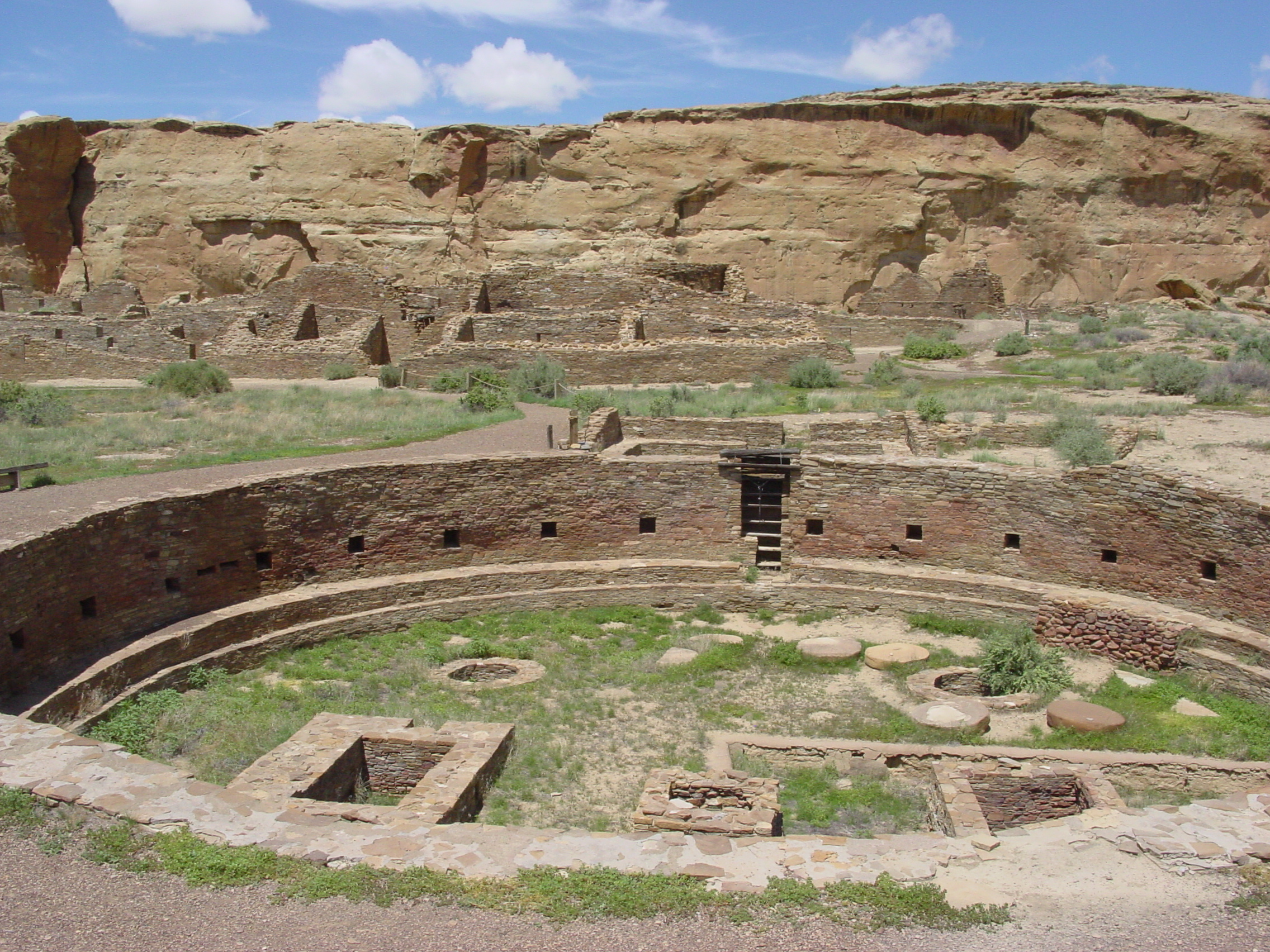
Kiva i Chaco Canyon

Kiva är en plats för religiösa ceremonier hos puebloindianerna och även hos vissa moderna indianstammar.
De är byggda som en rund brunn med tak. I taket fanns ett hål där man gick in med hjälp av en stege.
Det finns kivor att se bland annat i:
- Mesa Verde nationalpark
- Aztec Ruins nationalmonument
- Bandelier nationalmonument